# Cossoine
Cossoine est une commune italienne de moins de 1 000 habitants située dans la province de Sassari dans la région Sardaigne en Italie.

## Administration
| Période                                  | Période | Identité | Étiquette | Qualité |
| ---------------------------------------- | ------- | -------- | --------- | ------- |
|                                          |         |          |           |         |
| Les données manquantes sont à compléter. |         |          |           |         |

### Communes limitrophes
Bonorva, Cheremule, Giave, Mara, Padria, Pozzomaggiore, Romana, Semestene, Thiesi

### Évolution démographique
Habitants recensés